# Maxime Bouet
Maxime Bouet (Belley, 3 de novembre de 1986) és un ciclista francès, professional des del 2008 fins al 2023.
En el seu palmarès destaca la victòria a la Volta a l'Alentejo de 2009.

## Palmarès
- 2004
  -  Campió de França de persecució junior
- 2008
  - Vencedor d'una etapa del Tour de Normandia
- 2009
  - 1r a la Volta a l'Alentejo i vencedor d'una etapa
  - 1r als Boucles de l'Aulne
  - Vencedor d'una etapa dels Tres dies de Vaucluse
- 2011
  - Vencedor d'una etapa del Tour de l'Ain
- 2013
  - Vencedor d'una etapa del Giro del Trentino
- 2018
  - Vencedor d'una etapa al Tour de Savoia Mont Blanc

### Resultats al Tour de França
- 2009. 70è de la classificació general
- 2010. 106è de la classificació general
- 2011. 55è de la classificació general
- 2012. 55è de la classificació general
- 2013. Abandona (6a etapa) per una fractura de radi[2]
- 2017. 55è de la classificació general
- 2018. 42è de la classificació general
- 2019. 74è de la classificació general
- 2022. 50è de la classificació general

### Resultats a la Volta a Espanya
- 2012. 20è de la classificació general
- 2014. Abandona (11a etapa)
- 2015. 28è de la classificació general
- 2016. 47è de la classificació general

### Resultats al Giro d'Itàlia
- 2014. 38è de la classificació general
- 2015. 47è de la classificació general
- 2023. 80è de la classificació general